# Slovenj Gradec
Slovenj Gradec (česky též Slovinský Hradec, německy Windischgrätz, později Windischgraz) je město v severním Slovinsku. Ačkoliv leží ještě na území historického Štýrska, je dnes součástí (a střediskem) slovinského statistického regionu Korutany. Ve městě žije přibližně 7 500 obyvatel a v blízkém okolí města ve stejnojmenné městské občině dalších 10 000.

## Název
Slovinský Hradec nese svůj přídomek Slovinský v češtině, slovinštině i němčině, aby nedocházelo k záměně s nedalekým Štýrským Hradcem v Rakousku. Štýrský Hradec je však ve slovinštině oproti češtině nazýván jednoduše Gradec, tedy Hradec, z čehož je odvozen i německý název Graz. Z historického hlediska totiž taková specifikace nedává smysl, neboť i Slovenj Gradec ležel ve Štýrsku.
V němčině se k Hradci ve Slovinsku nepřipojuje současné adjektivum Slowenisch, nýbrž se v tomto případě uchoval přídomek Windisch, což je původní staré německé označení pro slovanské etnikum Wendů, které se v rakouské němčině později vžilo zvláště pro Slovince (a v severním Německu ve tvaru wendisch zase pro Lužické Srby). V současnosti je však toto adjektivum archaické a v názvu Windischgrätz se tak jedná o specifický relikt.
Latinský historický název města je Colatio, respektive Graecium Slovenum.

## Geografie
Město leží 45 km západně od města Mariboru a 65 km severně od Lublaně, hlavního města Slovinska. Slovinský Hradec byl dřív součástí historického Štýrska. Dnes leží na území tzv. statistické oblasti slovinských Korutan, slovinsky Koroška.

### Členění města
Slovinský Hradec je centrem stejnojmenné městské občiny, slovinského vyššího správního celku zahrnujícího celkem 22 sídel: Brda, Gmajna, Golavabuka, Gradišče, Graška Gora, Legen, Mislinjska Dobrava, Pameče, Podgorje, Raduše, Sele, Slovenj Gradec, Spodnji Razbor, Stari trg, Šmartno pri Slovenj Gradcu, Šmiklavž, Tomaška vas, Troblje, Turiška vas, Vodriž, Vrhe, Zgornji Razbor.

## Historie
První zmínka o Hradci pochází z roku 1091, kdy byl již součástí staré Štýrské marky. Později byl součástí i následného Štýrského vévodství a to až do roku 1918 do jeho zániku, kdy bylo Štýrsko rozděleno mezi Rakouskou republiku a Království Srbů, Chorvatů a Slovinců.
Slovinský Hradec byl také původním sídlem rodu Windischgrätzů, prvně zmíněných již roku 1220, z nějž o dalších šest století později vzešel i kníže Alfred Windischgrätz, polní maršál, který vedl potlačení bouří v Praze roku 1848.
V roce 1918, kdy se stal Slovinský Hradec součástí společného jihoslávského státu, byla převážná většina místního obyvatelstva germanofonní a Slovinský Hradec tak představoval poměrně významný ostrov němectví v jinak zcela homogenní slovinské oblasti. Německy tehdy mluvilo na 75 % a slovinsky 25 %. Nicméně obcovací řeč přímo nesouvisela s národností a mnoho rodin tak bylo smíšených, podobně jako v případě rodiny významného slovinskohradského rodáka Huga Wolfa. Po první světové válce však část německy mluvícího obyvatelstva emigrovala do Rakouska a zůstalí obyvatelé byli podrobeni postupné slovenizaci.
Během druhé světové války bylo město násilně připojeno k Nacistickému Německu, načež byl zahájen tvrdý proces germanizace podobně jako na dalších okupovaných územích. Neněmečtí obyvatelé byli tvrdě postiženi perzekucí, která v několika případech skončila smrtí. V okolí Slovinského Hradce operovaly místní partyzánské jednotky.
Po válce byla absolutní většina původního německy mluvícího obyvatelstva odsunuta do Rakouska, čímž Slovinský Hradec přišel nejenom o velkou část obyvatel, ale i staleté kulturní dědictví. Podobným kulturně-historický šokem prošla i mnohá města v Čechách a na Moravě.
V 50. letech byla zahájena vytrvalá industrializace a Slovinský Hradec se stal politickým a ekonomickým centrem slovinské části Korutan, regionu Koroška. Roku 1994 se pak Slovinský Hradec stal jedním z 11 slovinských měst, jež jsou zároveň občinou, tedy městem s vlastní správní jednotkou.

## Slavní rodáci
- Hugo Wolf, rakouský hudební skladatel
- Katarina Srebotniková, tenistka
- Tina Mazeová, lyžařka, olympijská šampionka
- Janja Garnbretová, dvojnásobná olympijská šampionka ve sportovním lezení

## Partnerská města
- Český Krumlov, Česko
- Vöcklabruck, Rakousko
- Hauzenberg, Bavorsko
- Gornji Milanovac, Srbsko
- Mjókó, Japonsko
- Morphou, Kypr